# 奥野英太郎

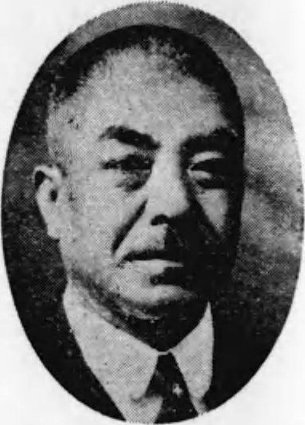
奥野英太郎

奥野 英太郎（おくの えいたろう、明治4年12月17日（1872年1月26日） - 昭和20年（1945年）5月24日）は、日本の陸軍軍人。階級は陸軍中将。大津市長。

## 経歴
園城寺侍医奥野時之の長男として出生。1891年（明治24年）、京都府立第一中学校を卒業後、陸軍士官学校（6期）に入った。1895年（明治28年）に士官学校を卒業し、少尉として歩兵第8連隊に勤務した。その後陸軍大学校（15期）に入り、1901年（明治34年）に卒業した。参謀本部付を経て、少佐として1909年（明治42年）に歩兵第70連隊大隊長に就任。以後、第12師団参謀、第7師団参謀、第14師団参謀、由良要塞参謀を歴任した。1912年（明治45年）、中佐に進級して朝鮮軍司令部参謀に就任した。1915年（大正4年）、大佐に進級して歩兵第48連隊長に就任し、翌年に第9師団参謀長に転じた。1919年（大正8年）に少将となって歩兵第24旅団長に就任し、1921年（大正10年）7月に第18師団司令部付に転じた。1924年（大正13年）2月4日、中将に昇進とともに待命となり、同月26日予備役に編入された。
1926年（大正15年）に大津市長に選出され、1930年（昭和5年）まで在任した。在任中は上水道の整備や市庁舎の新築を行った。市長退任後は大津市会議員や大津市信用組合長を務めた。

## 栄典
位階
- 1895年（明治28年）11月15日 - 正八位[3]
- 1897年（明治30年）12月15日 - 従七位[4]
- 1919年（大正8年）9月10日 - 正五位[5]
- 1924年（大正13年）3月25日 - 正四位[6]

勲章
- 1940年（昭和15年）8月15日 - 紀元二千六百年祝典記念章[7]